# Malinjak
Malinjak (znanstveno ime Rubus idaeus) je vrsta grmovnice s sadeži rozardeče barve, ki jih imenujemo maline. Grmičevje ima bodice, ki so sicer majhne, lahko pa nam močno otežijo obiranje malin. Plodovi so zreli pozno poleti.

### Gojitev in uporaba
Grme malinjaka lahko najdemo v naravi, predvsem na robovih gozdov in polj, kjer so priljubljena hrana ptic in nekaterih sesalcev. Grmi, ki rastejo prosto v naravi po navadi zaradi pomankanja prostora, sončne svetlobe in slabše kakovosti zemlje razvijejo manjše in manj sladke plodove v primerjavi z grmi, ki jih gojimo na vrtovih. 
Najbolj razširjena je uporaba plodov (malin), uporabni pa so tudi drugi deli rastline.
- Liste nabiramo zelene in nepoškodovane. Sušimo jih v senci in na prepihu, kajti le tako lahko ohranijo lepo zeleno barvo. Vsebujejo organske kisline, polipeptide, čreslovino, flavonoidov in vitamine.
- Cvetoče poganjke nabiramo maja in junija.
- Plodove nabiramo pozno poleti, ko dozorijo. Lahko jih uživamo sveže ali pa jih pripravimo za predelavo v marmelado, žele, sok in podobno. Vsebujejo sladkorje, pektine, sluz, jabolčno in citronsko kislino, soli, vitamina B in C, karotenoide in eterično olje.

## Slike
- Rdeča malina - akvarel 1982
- Maline
- Malinova sladica s svežim sirom in medom